# 25620 Jayaprakash
25620 Jayaprakash è un asteroide della fascia principale. Scoperto nel 2000, presenta un'orbita caratterizzata da un semiasse maggiore pari a 2,3005796 UA e da un'eccentricità di 0,1922512, inclinata di 7,12274° rispetto all'eclittica.